# Smrk (Beskiden)

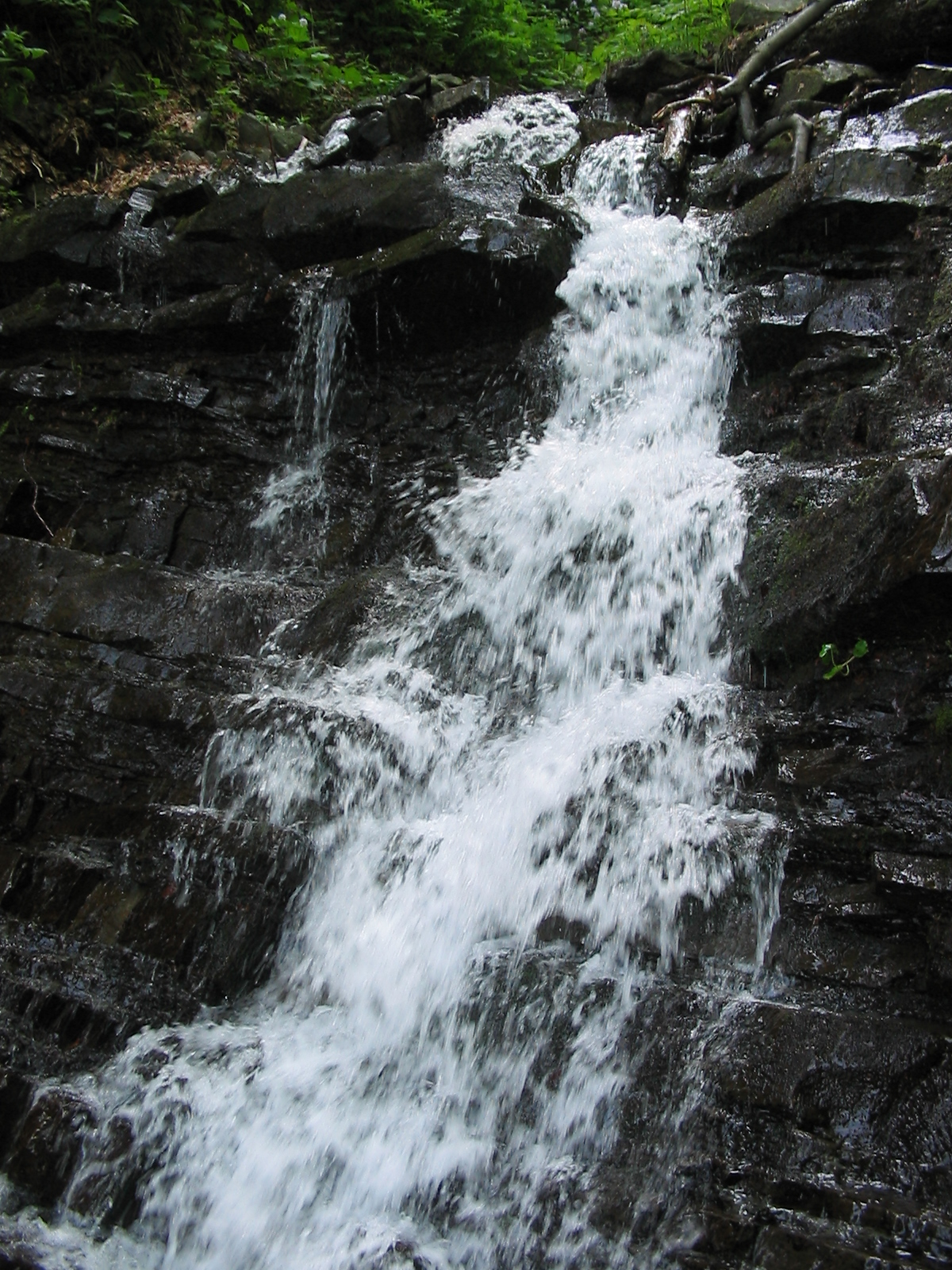
Die Wasserfälle Bučací vodopády

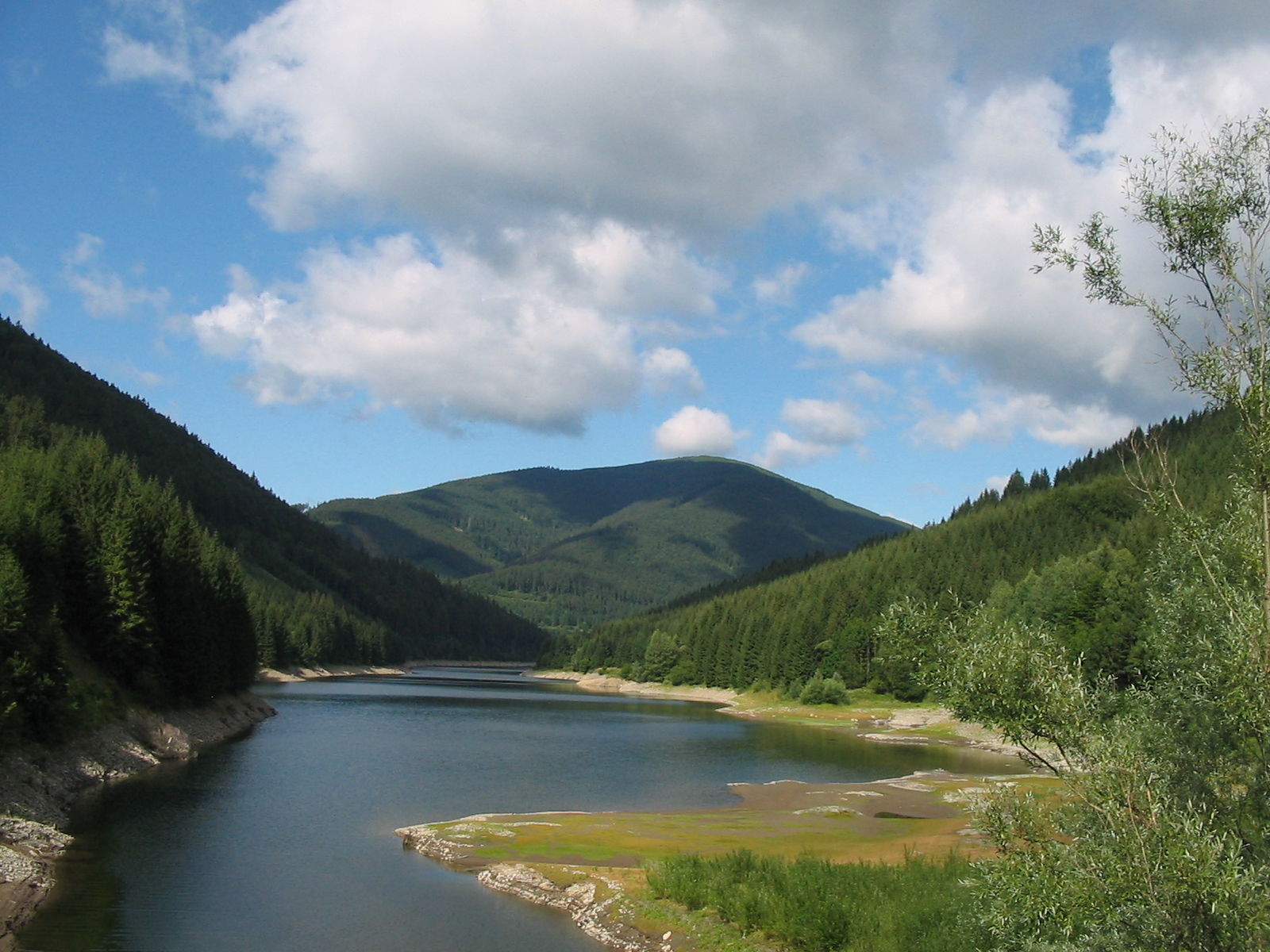
Smrk-Massiv und die Talsperre Šance

Smrk (deutsch: Smrk-Berg) ist mit 1276 m. n. m. nach Lysá hora der zweithöchste Berg der Mährisch-Schlesischen Beskiden. Er liegt zwischen Ostravice und Čeladná im Norden sowie Staré Hamry und der Talsperre Šance im Südosten. Das Massiv umfasst auch einige kleinere Gipfel: Malý Smrček (711 m. n. m.), Smrček (858 m. n. m.) und Malý Smrk (1174 m. n. m.). In der Nähe des Hauptgipfels ragt eine Felsspitze hervor. 
Der Smrk ist über markierte Wanderwege gut erschlossen, in den oberen Bereichen gibt es aber keine Bauden oder Hotels. Auf dem höchsten Punkt ist ein Gipfelbuch hinterlegt.

## Landschaft und Naturschutz
Der Smrk gehört zu der Flysch-Zone der Westkarpaten. Das Bergmassiv ist von Fichtenwäldern bedeckt, mit Beimischung von Buchen und Tannen. Der Name des Berges leitet sich diesbezüglich auch von der tsche. Bezeichnung der Baumart Fichte ab. Stellenweise kommen Vogelbeere und Bergahorn vor. In der Krautschicht sind Reitgras, Farne und Blaubeeren vorherrschend. Trotz strengen Schutzes gehört das Smrk-Massiv zu den attraktiven Blaubeer-Sammelregionen der Beskiden. Die Gipfelpartien wurden in der Vergangenheit stark durch Immissionen geschädigt. Der Nordhang wurde in den 1980er Jahren abgeholzt. 
Das abgelegene, weitläufige Bergmassiv bietet günstige Bedingungen für Tierarten, die gegen Störungen ihres Lebensraumes empfindlich sind. Heimisch sind hier zum Beispiel das Auerhuhn, der Habichtskauz und der Eurasische Luchs. Im Talkessel des Baches Bučací potok, in einer Höhe von etwa 880 m. n. m., befinden sich die Kaskaden-Wasserfälle Bučací vodopády. Sie sind insgesamt 40 Meter lang und gehören zu den größten in diesem Teil der Karpaten. Die Umgebung der Kaskadenfälle ist 2004 auf 35 Hektar zum Naturreservat ausgerufen worden. Weitere geschützte Gebiete im Smrk-Massiv sind die Naturreservate Smrk (341 ha), Malý Smrk (106 ha), Studenčany (53 ha) und am südlichen Rand das Naturreservat V Podolánkách (32 ha). Die Reservate entstanden in den Jahren 1996–2004.

## Denkmäler
Nach 1968 entstanden auf dem Kamm des Smrk Denkmäler für Jan Palach und John Lennon. Der Berg wurde zum Treffpunkt der damaligen örtlichen Dissidenten-Szene. Im Jahre 2004 kam ein steinernes Denkmal für den Hockey-Trainer Ivan Hlinka hinzu.

## Touristische Wege
Drei markierte Touristenrouten führen in das Bergmassiv: Die Hauptstrecke von Ostravice bis Čeladná (rot), aus Bílá über Staré Hamry zum Malý Smrk (blau) und von der Talsperre Šance aus (gelb). Die Wasserfälle am Bučací potok sind über einen nicht markierten Waldweg erreichbar.

## Wintersport
Auf dem Smrk gibt es keine kontrollierten Skipisten; die Hänge und Täler der Bergbäche werden zum Tiefschneefahren genutzt. Am 25. Januar 2006 begrub eine Lawine einen Skifahrer unter sich. Es war die erste bekannte Lavine im tschechischen Teil der Beskiden, die ein Todesopfer forderte.